# إبراهيم منيف
إبراهيم منيف هو أحد أبرز الخطاطين العثمانيين، عاش في القرن الخامس عشر الميلادي. وينسب إليه وضع قواعد الخط الديواني.